# La Chevallerais
La Chevallerais (bretonisch: Kergaval; Gallo: La Chevaleraè) ist eine französische Gemeinde mit 1.559 Einwohnern (Stand: 1. Januar 2022) im Département Loire-Atlantique in der Region Pays de la Loire; sie gehört zum Arrondissement Châteaubriant-Ancenis und zum Kanton Guémené-Penfao. Die Einwohner werden Chevalleraisiens und Chevalleraisiennes genannt.

## Geografie
La Chevallerais liegt etwa 29 Kilometer nordnordwestlich von Nantes. Der Isac begrenzt die Gemeinde im Süden. Umgeben wird La Chevallerais von den Nachbargemeinden La Grigonnais im Norden, Puceul im Nordosten, Saffré im Osten, Héric im Süden sowie Blain im Westen.

## Geschichte
1949/50 wurde die Gemeinde aus der Nachbarkommune Puceul herausgelöst und eigenständig.

### Bevölkerungsentwicklung
| Jahr                       | 1962 | 1968 | 1975 | 1982 | 1990 | 1999 | 2006 | 2017 |
| Einwohner                  | 512  | 499  | 495  | 546  | 652  | 652  | 1149 | 1549 |
| Quellen: Cassini und INSEE |      |      |      |      |      |      |      |      |

## Sehenswürdigkeiten
- Kirche Notre-Dame-de-Bonne-Nouvelle

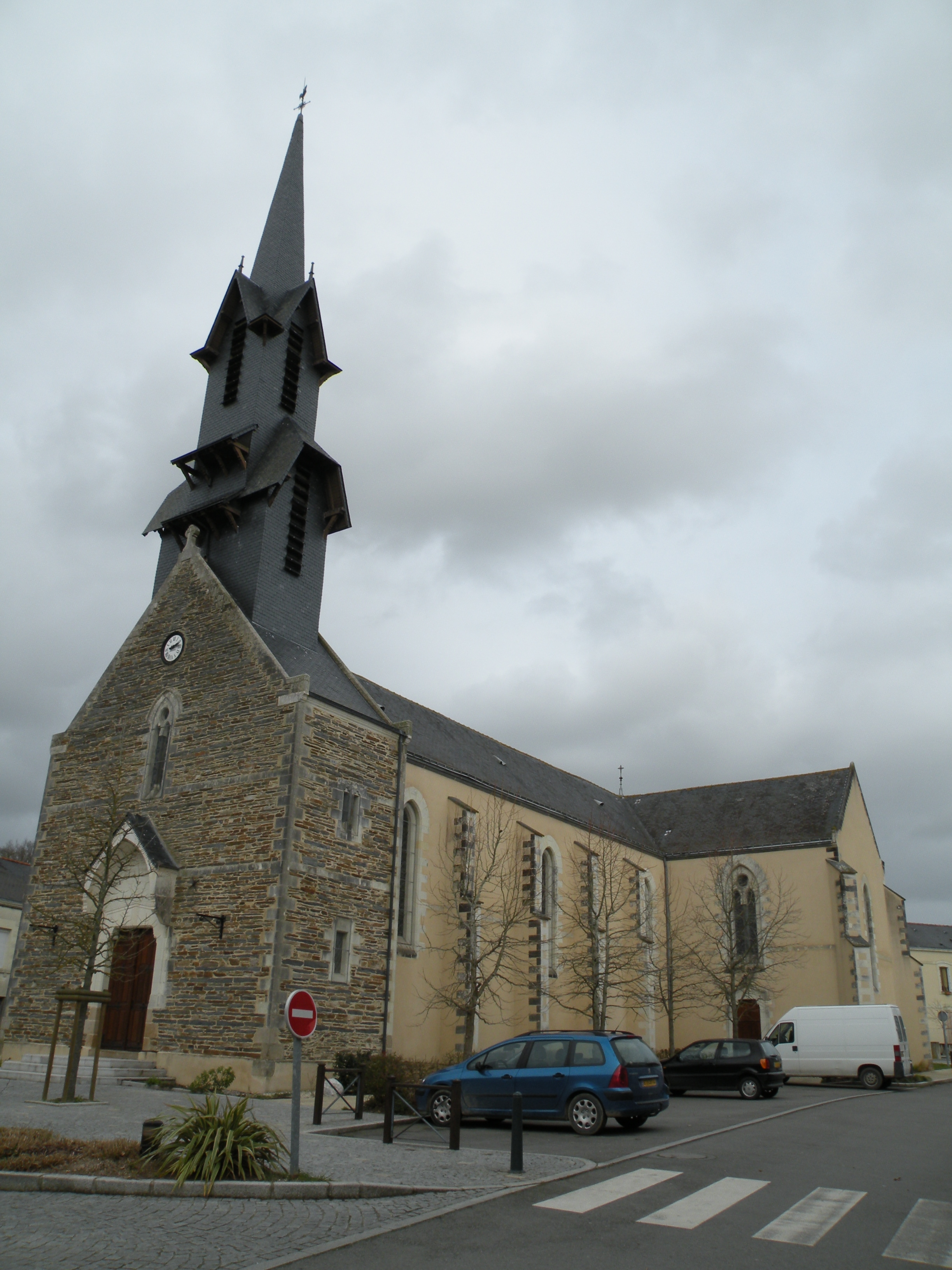
Kirche Notre-Dame-de-Bonne-Nouvelle